# Hubert Brin
Pour les articles homonymes, voir Brin.
Hubert Brin est né le 23 décembre 1948 à Roussay en Maine-et-Loire.

## Diplômes
Certificat d'aptitude professionnelle d'aide-comptable.

## Carrière
- Comptable dans diverses sociétés jusqu'en 1977,
- Secrétaire général adjoint de la Confédération syndicale des familles de 1977 à 1987,
- Président de l'UDAF de la Seine-Saint-Denis de 1989 à 1993,
- Administrateur de l'UNAF de 1984 à 2006,
- Président de l'UNAF de 1996 à 2006,
- Cadre au Fonds d'Action Sociale en 1988,
- Administrateur de la CNAF - Caisse nationale d'allocations familiales, de 1984 à 1994,
- Vice-Président de la Caisse d'allocations familiales de la Seine-Saint-Denis de 1991 à 1996,
- Membre du Conseil Économique et Social depuis 1989 et président de la Section des Affaires sociales,
- Membre du conseil d'orientation du Centre d'Analyse Stratégique,

## Pour approfondir